# Paratrigona guigliae
Paratrigona guigliae är en biart som beskrevs av Jesus Santiago Moure 1960. Paratrigona guigliae ingår i släktet Paratrigona och familjen långtungebin. Inga underarter finns listade i Catalogue of Life.